# Colonia Fiorito
Colonia Fiorito es una localidad del Departamento Nueve de Julio, de la provincia de San Juan, Argentina.

## Población
Contaba con 384 habitantes (Indec, 2010), lo que representa un incremento del 43% frente a los 269 habitantes censados en 2001.